# Ayros-Arbouix
Ayros-Arbouix é uma comuna francesa na região administrativa de Occitânia, no departamento dos Altos Pirenéus. Estende-se por uma área de 2,72 km², Em 2010 a comuna tinha 335 habitantes (densidade: 123,2 hab./km²)..